# Conirostrum
Conirostrum – rodzaj ptaków z rodziny tanagrowatych (Thraupidae).

## Występowanie
Rodzaj obejmuje gatunki występujące w Ameryce Środkowej i Południowej.

## Morfologia
Długość ciała 9,5–16,5 cm, masa ciała 7–27 g.

## Systematyka

### Etymologia
Łacińskie conus – „stożek”; rostrum – „dziób”.

### Gatunek typowy
Conirostrum cinereum Lafresnaye & d’Orbigny

### Podział systematyczny
Do rodzaju należą następujące gatunki:
- Conirostrum bicolor (Vieillot, 1809) – prostodziobek dwubarwny
- Conirostrum margaritae (Holt, 1931) – prostodziobek amazoński
- Conirostrum speciosum (Temminck, 1824) – prostodziobek rdzaworzytny
- Conirostrum leucogenys (Lafresnaye, 1852) – prostodziobek białouchy
- Conirostrum albifrons Lafresnaye, 1842 – prostodziobek białoczelny
- Conirostrum binghami[b] (Chapman, 1919) – prostodziobek wielki
- Conirostrum ferrugineiventre P.L. Sclater, 1855 – prostodziobek białobrewy
- Conirostrum sitticolor Lafresnaye, 1840 – prostodziobek czarnogłowy
- Conirostrum tamarugense Johnson,AW & Millie, 1972 – prostodziobek rdzawobrewy
- Conirostrum cinereum d’Orbigny & Lafresnaye, 1839 – prostodziobek szary
- Conirostrum rufum Lafresnaye, 1843 – prostodziobek rdzawy